# Helena (mangá)
Helena é uma quadrinização em estilo mangá do romance homônimo de Machado de Assis pelo Studio Seasons. O mangá foi publicado pela NewPOP em 25 de julho de 2014.

## História
A história se passa na década de 1850, na época do Império do Brasil e narra sobre o cotidiano de Helena, a filha ilegítima do Conselheiro Vale e seu irmão Estácio, que está comprometido com Eugênia, a filha do Doutor Camargo.

## Personagens
- Helena: A personagem principal da obra, tem 17 anos e é irmã ilegítima de Estácio.
- Estácio: Filho único do Conselheiro Vale e irmão ilegítimo de Helena, Estácio tem 27 anos e é Doutor em Matemática.
- Eugênia: Comprometida com Estácio, Eugênia é filha do Doutor Camargo.
- Doutor Camargo: Pai de Eugênia, Camargo é o médico e amigo da família Vale.
- D. Úrsula: Irmã do Conselheiro Vale e tia de Helena e Estácio, Úrsula nunca havia se casado e passou sua vida a cuidar da propriedade do irmão.
- Luís Mendonça: Amigo de Estácio, que regressa da Europa e se fascina por Helena.
- Padre Melchior: Pároco da cidade, o Padre Melchior tem um grande coração, mas que por vezes tenta solucionar as coisas aos seus modos.

## Capítulo
| N.º | Título                     | Data de lançamento  | ISBN              |
| --- | -------------------------- | ------------------- | ----------------- |
| 1   | Helena{{{TítuloOriginal}}} | 25 de julho de 2014 | 978-85-8362-016-7 |

## Polêmica
Em dezembro de 2015, a telenovela Além do Tempo da Rede Globo utilizou imagens do mangá sem autorização do estúdio. Procurada pelo UOL, o setor de comunicação da emissora afirmou desconhecer a acusação.